# غاري لي (صحفي)
غاري لي (بالإنجليزية: Gary Lee)‏ هو صحفي أمريكي، ولد في القرن العشرين.